# 비블리아 헤브라이카 퀸타
비브리아 헤브라이카 퀸타(Biblia Hebraica Quinta; 약칭 BHQ)는 루돌프 키텔이 쓴 『비블리아 헤브라이카』의 제5판이며, 제4판 『비블리아 헤브라이카 슈투트가르텐시아』(BHS)의 후계판이다.제3판이나 제4판과 마찬가지로 레닌그라드 사본을 저본으로 하였는데, 1990년대에 찍힌 레닌그라드 사본의 컬러사진을 수정한 것이다.
이전 판과 달리 각주에 마소라 본문을 해설하고 이문의 의의를 고찰하는 주석이 포함되어 있다.또한 처음 세 판에는 없고 BHS 보정판에만 실려 있던 마소라 마그나를 담고 있다.다른 변경사항은 Benjamin Kennicott와 C.D. Ginsburg가 Moshe Goshen-Gottstein의 작업을 거쳐 대조한 히브리어 사본과 다른 이문이 별 가치가 없다고 하여 거의 인용되지 않고 있다는 것이다.
이 책은 정확히는 분책으로 출판되어 있다.
제1권(탈무드 메기로트의 18부)은 2004년에 출판되었다.이 책은 레닌그라드 사본과 BHS와 같은 배열이며 루츠기, 아가(솔로몬의 노래), 코헬렛(전도서),  에스테르기이다.
제2권(에즈라기와 느헤미야기 및 20부)은 2006년에 출판되었다.
3권(신명기 및 5부)은 2007년 9월 출간됐다.
4권(잠언 및 17부)은 2009년 2월 출간됐다.
제5권(소예언서의 13부)은 2010년 11월에 출판되었다.
제6권(판관기 및 7부)은 2012년 3월에 출간되었다.
Eisenbrauns의 웹페이지는 히브리어 성경 전권이 2020년까지 완성될 것으로 추측하고 있다.독일성서협회는 소예언서용 웹페이지와 잠언의 분책용 웹페이지에서도 같은 추측을 하고 있으나, 그 전의 분책용 웹페이지에서는 2015년 완성이라고 추측하고 있다.

## 같이 보기
- 비블리아 헤브라이카 슈투트가르텐시아